# Gustav Schubert
Gustav Walter Schubert (20. června 1897 Křimov – 11. května 1976 Vídeň) byl fyziolog a univerzitní profesor, který se zabýval vlivem létání na lidský organismus. Působil na Německé univerzitě v Praze a po druhé světové válce byl nucen odejít do Vídně.
Gustav Schubert se narodil 20. června 1897 v Křimově, v domě čp. 36. Jeho rodiči byli učitel Gustav Johann Schubert a Maria Teresia, rozená Neuberová. Po dokončení lidové školy navštěvoval chomutovské gymnázium, na kterém v roce 1917 maturoval. Brzy poté byl odveden do rakousko-uherské armády, v níž téměř do konce roku 1918 sloužil jako letec a později letecký navigátor. Po válce zahájil studium medicíny, během něhož začal pracovat u Armina Tschermaka ve Fyziologickém ústavu německé lékařské fakulty v Praze. Zároveň navázal na výzkum Ewalda Heringa a rozšířil poznání zejména binokulárního vnímání. Po promoci v roce 1924 dále pracoval ve fyziologickém ústavu a roku 1928 dosáhl akademické hodnosti docenta. V roce 1936 byl jmenován univerzitním profesorem.
V roce 1942 Gustav Schubert získal místo profesora fyziologie a přednosty Německého lékařského ústavu v Praze, která převzal po Arminu Tschermakovi. O čtyři roky později musel Československo opustit, a přestěhoval se do Vídně, kde v letech 1946–1950 řídil Fyziologický ústav Veterinární lékařské fakulty Vídeňské univerzity a poté do roku 1968 vedl Lékařský ústav Vídeňské univerzity.
Svou vědeckou kariéru Schubert založil na výzkumu vlivu létání na lidský organismus, zejména na plíce, srdce a cévní soustavu. Poznatky publikoval v monografii Physiologie des Menschen im Flugzeug, vydané roku 1935. Od dvacátých let dvacátého století spolupracoval s Institutem aerodynamiky v Göttingenu, Ústavu leteckého lékařství v Hamburku, Institutem Paula Berta v Paříži nebo s výzkumnou stanicí ve vysokých nadmořských výškách na italské Monte Rosa. Zastával názor důležitosti výměny vědeckých informací, mezinárodních přátel, kázně a pokory. Za privilegium považoval své členství v pařížské Mezinárodní akademii kosmonautiky a bruselské Mezinárodní akademii leteckého lékařství.
Profesor Schubert zemřel 11. května 1976 ve Vídni a byl pohřben na hřbitově ve čtvrti Hernals. Připomíná jej pamětní deska na zdi fyziologického ústavu Vídeňské univerzity a 3. září 2022 byla umístěna pamětní deska v křimovském parčíku v blízkosti jeho rodného domu.

## Dílo
- Physiologie des Menschen im Flugzeug. Berlin: Verlag von Julius Springer, 1935. 206 s. (německy)